# Ізабель Гок
Ізабель Гок (швед. Isabelle Haak; нар. 11 липня 1999, Лунд) — шведська волейболістка, діагональна нападниця, гравчиня збірної Швеції і італійського клубу «Імоко Воллей» Конельяно.

## Життєпис
Народжена 11 липня 1999 року в м. Лунд.
Має старшу сестру Анну, яка теж є волейболісткою.
Грала в клубах «Енґельгольм» (Engelholm VS, Швеція, 2012/13 — 2015/16), «Безьєс Воллейс» (Béziers Volley, Франція, 2016/2017), «Савіно Дель Бене» (Скандіччі, Savino Del Bene Scandicci, 2017/18 — 2018/19), «Вакифбанк» (VakıfBank, Туреччина, 2019/20 — 2021/22).
У сезоні 2022/23 захищала барви італійського клубу «Імоко Воллей». Цей перехід став свого роду рокіруванням: склад «Вакифбанку» поповнила італійка Паола Еґону, яка виступала в клубі з Конельяно.

## Досягнення
У клубах
Ліга чемпіонів ЄКВ
- Перше місце (3): 2022, 2024, 2025

Клубний чемпіонат світу
- Перше місце (2): 2021, 2022, 2024

Чемпіонат Італії
- Перше місце (3): 2023, 2024, 2025

Кубок Італії
- Перше місце (3): 2023, 2024, 2025

Суперкубок Італії
- Перше місце (3): 2022, 2023, 2024

Особисті 
- MVP першостей Швеції (2015, 2016), Франції (2017), Туреччини (2021)[7]
- MVP Кубків Туреччини (2022), Італії (2023)[7]
- MVP Срібної Євроліги (2018)[7]

## Статистика
Статистика виступів у європейських клубних турнірах:
| Сезон   | Клуб                           | Турнір         | Ігри | Сети | Очки | Ср.  | Примітки |
| ------- | ------------------------------ | -------------- | ---- | ---- | ---- | ---- | -------- |
| 2016/17 | «Безьє»                        | Кубок ЄКВ      | 4    | 15   | 96   | 6,4  |          |
| 2018/19 | «Савіно Дель Бене» (Скандіччі) | Ліга чемпіонів | 8    | 32   | 182  | 5,69 |          |
| 2019/20 | «Вакіфбанк» (Стамбул)          | Ліга чемпіонів | 8    | 28   | 170  | 6,07 |          |
| 2020/21 | «Вакіфбанк» (Стамбул)          | Ліга чемпіонів | 11   | 39   | 236  | 6,05 |          |
| 2021/22 | «Вакіфбанк» (Стамбул)          | Ліга чемпіонів | 10   | 37   | 214  | 5,78 |          |
| 2022/23 | «Імоко» (Конельяно)            | Ліга чемпіонів | 8    | 27   | 120  | 4,44 |          |
| 2023/24 | «Імоко» (Конельяно)            | Ліга чемпіонів | 11   | 41   | 244  | 5,95 |          |
| 2024/25 | «Імоко» (Конельяно)            | Ліга чемпіонів | 9    | 26   | 149  | 5,73 |          |